# Lanark (Illinois)
Lanark je grad u američkoj saveznoj državi Ilinois. Prema popisu stanovništva iz 2010. u njemu je živjelo 1.457 stanovnika.